# スシャール
スシャール (Suchard) は、スイスのチョコレートのブランドである。1826年にフィリップ・スシャールがミルカとして創業した。
ミルカ、トブラローネ、クリスピーブランドの菓子製品を製造販売している。1876年にスイス軍隊に初めてミリタリーチョコレートを納入した。
1990年にクラフトフーヅ社に買収され、現在は同社の一ブランドとなっている。
日本市場へは、1989年にヤコブス・スシャール社（当時）としてチョコレート輸入関税引き下げで参入した。